# Marius Chapuis
Marius Chapuis és un cineasta francès nascut el 30 de maig de 1878 a Lió i mort el 16 de novembre de 1961 a Champfromier (Ain). Va ser un dels primers impulsors del cinematògraf Lumière a l'estranger (amb Alexandre Promio, Félix Mesguich i Francis Doublier).

## Un pioner itinerant del cinema
Reclutat per Alexandre Promio, Marius Chapuis entra a les Usines Lumière als 18 anys per convertir-se en operador de cinema.
Des del maig de 1896 fins a l’octubre de 1897, els Louis Lumière van enviar Chapuis a Rússia (Sant Petersburg, Odessa, Kíev, Rostov, Tbilissi, Simferopol). Va recórrer més de 25.000 km en tren, vaixell i carruatge de cavalls com a operador amb el seu col·lega Paul Decorps en un equip dirigit per Arthur Grünewald, però també com a fotògraf.
A diferència dels seus homòlegs de Promio, Mesguich o Doublier, Chapuis roda poc. El seu equip s'encarrega principalment de donar a conèixer l'invent fent projeccions (organitzant projeccions) durant les quals presenten pel·lícules primer portades amb elles i després rebudes per correu postal des de Lió. Aquestes sessions els donaran l'oportunitat de recórrer Rússia en totes direccions durant 18 mesos, viatges explicats amb detall en un minuciós diari de viatge. .

## Després del viatge a Rússia
Tornat a França, Chapuis va abandonar aleshores el món del cinema naixent, no sense penediments, i esdevé ebenista.
Va ser elegit alcalde de la comuna de Champfromier (Ain) entre 1935 i 1944 on va morir, sense descendents, el 16 de novembre de 1961 i on està enterrat.
Marius Chapuis tenia un germà petit, Pierre Chapuis (1879–1900), que també fou operador dels Germans Lumière a Itàlia.